# Station Gromadka
Station Gromadka is een spoorwegstation in de Poolse plaats Gromadka.